# 斯蒂芬·西蒙斯
斯蒂芬·西蒙斯（Stephan Thiemonds，1971年4月5日—）出生于北莱茵-威斯特法伦邦的伦德斯多夫迪伦，德国作家，作品有旅行游记和荒诞新闻风格的短篇故事。

## 生平
西蒙斯在刚参加工作的时候，在位于德国都伦的公司当铜匠学徒工，很快就因技术能力强而升为焊工，并成为工头。自2003年起，他开始在德国布茨巴赫的一家工业设备制造商公司工作，从此，他开始周游世界。在他各大洲的工作之旅和私人旅游途中发生了数不清的事情，这些事儿激发他开始写作半自传式的短篇故事。2002年夏天，他开始了一段持续数月的自行车之旅，一路抵达澳大利亚。此行他所获得的赞助费为每公里1欧元，他悉数捐出，用来修缮德国梅罗德城堡被火损坏的一个塔尖，梅罗德城堡是他的家乡梅罗德最著名的地标。
从他的（在路上）系列书籍中精选出的短篇故事集，名为《环游地球359°——一位德国工程师的工业之旅》，已经译成英文，并出版发行。
2012年至今，西蒙斯与他的爱人和他们的女儿住在德国达姆施塔特。

## 作品
德语：
- 2003 Querweltein – Eine Radreise voller Gegensätze (New Edition 2013), ISBN 978-3-86963-706-8

- 2005 Querweltein - Unterwegs: Schrauben, Spesen und Chinesen, ISBN 978-3-937439-27-3

- 2008 Querweltein - Unterwegs: Trotz Überstunden die Welt erkunden, ISBN 978-3-86963-368-8

- 2010 Querweltein - Unterwegs: Seemannsgarn oder Sabotage in der Antarktis, ISBN 978-3-86963-369-5

英语：
- 2012 359° - The Workaday Life Of An Industrial Gypsy – You’ll Never Work Alone!, ISBN 978-3-86963-367-1（《环游地球359°---一位德国工程师的工业之旅》）